# David Gyasi
David Kwaku Asamoah Gyasi (Londra, 2 gennaio 1980) è un attore britannico, conosciuto principalmente per i suoi ruoli in Cloud Atlas e Interstellar ed in tv per il thriller politico di Netflix The Diplomat.

## Biografia
Gyasi nasce a Hammersmith, Londra, da una famiglia proveniente dal Ghana e cresce a Fulham e Hayes. Frequenta la Bishopshalt School, completa gli studi all'East Berkshire College e continua a studiare recitazione alla Middlesex University.
Gyasi ottiene il suo primo ruolo televisivo da attore protagonista nei panni di Jeremy Hands nella commedia ITV del 2005 Mike Bassett: Manager, un seguito di Mike Bassett: England Manager (2001), ed il suo primo ruolo cinematografico importante nello stesso anno in Shooting Dogs di Michael Caton-Jones. Gyasi appare al fianco di Kit Harington nella produzione del National Theatre del 2008 di War Horse.
Nel 2012, Gyasi recita nel film di fantascienza Cloud Atlas e come giovane Victor (interpretato anche da Hugh Quarshie) nel dramma storico della BBC Two White Heat. Seguono ruoli nel film TV della BBC The Whale (2013) e Interstellar di Christopher Nolan (2014); quest'ultimo gli vale una nomination al Black Reel Awards. Gyasi viene scelto come protagonista di The Interceptor della BBC, ma deve abbandonare a causa di un infortunio al tallone. Il ruolo viene assunto da O. T. Fagbenle.
Gyasi interpreta il maggiore Alex "Lex" Carnahan nella miniserie del 2016 Containment. Interpreta Achille nell'adattamento della BBC e Netflix del 2018 dell'Iliade, intitolato Troy: Fall of a City. Dal 2019 al 2023, interpreta il ruolo di Agreus nella serie fantasy Amazon Prime Carnival Row. Dirige il film western Hell on the Border ed appare in Cold Blood, Maleficent - Signora del male e Alice e Peter. Ha un ruolo ricorrente come Ben Chambers nella serie The A Word.

## Vita privata
Gyasi inizia a frequentare sua moglie Emma (nata Llaudes) all'East Berkshire College. Hanno due figli: Elèna, che diventerà un'attrice, e Nathaniel.  La famiglia Gyasi si stabilisce in un paese del Buckinghamshire. Gyasi è un anglicano praticante.

## Filmografia

### Cinema
- Una ragazza e il suo sogno (What a Girl Wants), regia di Dennie Gordon (2003)
- .357, regia di Scott Rawsthorne - cortometraggio (2005)
- Shooting Dogs, regia di Michael Caton-Jones (2005)
- Shoot the Messenger, regia di Ngozi Onwurah (2006)
- Red Tails, regia di Anthony Hemingway (2012)
- Il cavaliere oscuro - Il ritorno (The Dark Knight Rises), regia di Christopher Nolan (2012)
- Cloud Atlas, regia di Tom Tykwer, Lana Wachowski e Lilly Wachowski (2012)
- I Love You, regia di Illy - cortometraggio (2013)
- Panic, regia di Sean Spencer (2014)
- Interstellar, regia di Christopher Nolan (2014)
- Pulsar, regia di Aurora Fearnley - cortometraggio (2017)
- Annientamento (Annihilation), regia di Alex Garland (2018)
- Hunter Killer - Caccia negli abissi (Hunter Killer), regia di Donovan Marsh (2018)
- Maleficent - Signora del male (Maleficent: Mistress of Evil), regia di Joachim Rønning (2019)
- Cold Blood - Senza pace (Cold Blood), regia di Frédéric Petitjean (2019)
- Hell on the Border - Cowboy da leggenda (Hell on the Border), regia di Wes Miller (2019)
- Alice e Peter (Come Away), regia di Brenda Chapman (2020)

### Televisione
- Goal – serie TV (2003)
- Casualty – serie TV, episodi 18x17-18x19 (2003-2004)
- Murder City – serie TV, episodi 1x1 (2004)
- William and Mary – serie TV, episodi 2x3 (2004)
- Sea of Souls – serie TV, episodi 2x3-2x4 (2005)
- No Angels – serie TV, episodi 2x4 (2005)
- The Brief – serie TV, episodi 2x2 (2005)
- Mike Bassett: Manager – serie TV, 5 episodi (2005)
- Metropolitan Police (The Bill) – serie TV, episodi 21x97 (2005)
- Dream Team – serie TV, 7 episodi (2005-2006)
- Torchwood – serie TV, episodi 1x11 (2006)
- Coming Up – serie TV, episodi 5x8 (2007)
- New Street Law – serie TV, episodi 2x3 (2007)
- Testimoni silenziosi (Silent Witness) – serie TV, episodi 11x2 (2007)
- Doctors – serie TV, episodi 7x90-9x134 (2005-2007)
- Waking the Dead – serie TV, episodi 7x7-7x8 (2008)
- Apparitions – serie TV, episodi 1x3-1x6 (2008)
- Demons – serie TV, episodi 1x1 (2009)
- Law & Order: UK – serie TV, episodi 2x2 (2009)
- Murderland – serie TV, episodi 1x1-1x3 (2009)
- Holby City – serie TV, episodi 12x21 (2010)
- Chuggington: Badge Quest – serie TV, 5 episodi (2010-2012)
- White Heat – serie TV, 6 episodi (2012)
- Doctor Who – serie TV, episodi 7x1 (2012)
- The Whale, regia di Alrick Riley – film TV (2013)
- Containment – serie TV, 13 episodi (2016)
- Man in an Orange Shirt – miniserie TV, episodi 1x2  (2017)
- Troy - La caduta di Troia – serie TV, 8 episodi (2018)
- Carnival Row – serie TV, 18 episodi (2019-2023)
- The Diplomat – serie TV, 8 episodi (2023)

## Doppiatori italiani
Nelle versioni in italiano delle opere in cui ha recitato, David Gyasi è stato doppiato da:
- Massimo Bitossi in Hunter Killer - Caccia negli abissi, Carnival Row, The Diplomat
- Alberto Angrisano in Cloud Atlas, Interstellar
- Edoardo Stoppacciaro in Maleficent - Signora del male
- Riccardo Scarafoni in Troy - La caduta di Troia
- Riccardo Petrozzi in The bastard son & the devil himself